# Marina Bassols Ribera
Marina Bassols Ribera (Blanes, 13 dicembre 1999) è una tennista spagnola.

## Carriera
Marina Bassols Ribera ha vinto 8 titoli in singolare e 7 titoli nel doppio nel circuito ITF in carriera. Il 5 febbraio 2024 ha raggiunto il best ranking mondiale nel singolare al numero 105, mentre il 15 agosto 2022 ha raggiunto il miglior piazzamento mondiale nel doppio, al numero 194.

## Circuito WTA 125

### Singolare

#### Vittorie (2)
| N. | Data              | Torneo                                | Superficie  | Avversaria in finale | Punteggio   |
| 1. | 17 settembre 2023 | Zavarovalnica Sava Ljubljana, Lubiana | Terra rossa | Zeynep Sönmez        | 6-0, 7-6(2) |
| 2. | 3 dicembre 2023   | Creand Andorrà Open, Andorra la Vella | Cemento (i) | Ėrika Andreeva       | 7-5, 7-6(3) |

#### Sconfitte (1)
| N. | Data           | Torneo                                        | Superficie  | Avversaria in finale | Punteggio |
| 1. | 18 giugno 2023 | BBVA Open Internacional de Valencia, Valencia | Terra rossa | Mayar Sherif         | 3-6, 3-6  |

### Doppio

#### Sconfitte (1)
| N. | Data             | Torneo                      | Superficie  | Compagna       | Avversarie in finale          | Punteggio |
| 1. | 20 novembre 2021 | Montevideo Open, Montevideo | Terra rossa | Carolina Alves | Irina Bara Ekaterine Gorgodze | 4-6, 3-6  |

## Statistiche ITF

### Singolare

#### Vittorie (8)
| Torneo $100.000 (0) |
| Torneo $80.000 (1)  |
| Torneo $60.000 (1)  |
| Torneo $25.000 (1)  |
| Torneo $15.000 (5)  |

| N. | Data             | Torneo                                              | Superficie  | Avversaria in finale | Punteggio     |
| 1. | 11 febbraio 2018 | Movistar Women's, Manacor                           | Terra rossa | Marta Paigina        | 6–1, 6–4      |
| 2. | 2 settembre 2018 | Future Haren, Haren                                 | Terra rossa | Svjatlana Piraženka  | 7–5, 6–2      |
| 3. | 26 agosto 2018   | Rotterdam Open, Rotterdam                           | Terra rossa | Lara Salden          | 6-2, 7-6(4)   |
| 4. | 3 febbraio 2019  | Movistar Women's, Manacor                           | Terra rossa | Ioana Loredana Roșca | 6–3, 6–4      |
| 5. | 14 marzo 2021    | Movistar World Tennis Tour, Manacor                 | Cemento     | Camilla Rosatello    | 7-5, 6-2      |
| 6. | 19 giugno 2022   | Open ITF Arcadis Brezo Osuna, Madrid                | Cemento     | Alex Eala            | 6-4, 7-5      |
| 7. | 3 luglio 2022    | Open Generali Ciudad de Palma de Río, Palma del Río | Cemento     | Jessika Ponchet      | 5-7, 6-4, 6-3 |
| 8. | 27 novembre 2022 | Open Ciudad de Valencia, Valencia                   | Terra rossa | Ylena In-Albon       | 6-4, 6-0      |

#### Sconfitte (5)
| Torneo $100.000 (0) |
| Torneo $80.000 (0)  |
| Torneo $60.000 (1)  |
| Torneo $25.000 (2)  |
| Torneo $15.000 (2)  |

| N. | Data              | Torneo                                                     | Superficie  | Avversaria in finale | Punteggio        |
| 1. | 30 settembre 2017 | Internacional de Tenis Femenino Ciudad de Melilla, Melilla | Terra rossa | Eva Guerrero Álvarez | 4-6, 0-6         |
| 2. | 25 febbraio 2018  | ITF Palmanova Calvia, Palma Nova                           | Terra rossa | Seone Mendez         | 7-6(3), 1-6, 2-6 |
| 3. | 8 settembre 2019  | Marbella Intecracy, Marbella                               | Terra rossa | Arantxa Rus          | 2-6, 2-6         |
| 4. | 7 marzo 2021      | Movistar World Tennis Tour, Manacor                        | Cemento     | Nuria Párrizas Díaz  | 2-6, 1-6         |
| 5. | 18 settembre 2022 | Caldas da Rainha Ladies Open, Caldas da Rainha             | Cemento     | Lucrezia Stefanini   | 6-3, 1-6, 6(3)-7 |

### Doppio

#### Vittorie (7)
| Torneo $100.000 (0) |
| Torneo $80.000 (0)  |
| Torneo $60.000 (0)  |
| Torneo $25.000 (5)  |
| Torneo $15.000 (2)  |

| N. | Data              | Torneo                                                      | Superficie  | Compagna                | Avversarie in finale                      | Punteggio           |
| 1. | 21 luglio 2018    | Torneo Internacional Ciudad de Don Benito, Don Benito       | Sintetico   | Irina Cantos Siemers    | Noelia Bouzó Zanotti Angela Fita Boluda   | 6-1, 6-2            |
| 2. | 3 agosto 2018     | Open Castilla y León, El Espinar                            | Cemento     | Olga Parres Azcoitia    | Tamara Čurovic Başak Eraydın              | 7-5, 6-4            |
| 3. | 3 agosto 2019     | Open Castilla y León, El Espinar                            | Cemento     | Feng Shuo               | Alexandra Bozovic Šalimar Talbi           | 7–5, 7–6(4)         |
| 4. | 17 agosto 2019    | Disa Las Palmas de Gran Canaria, Las Palmas de Gran Canaria | Terra rossa | Feng Shuo               | Manon Arcangioli Kimberley Zimmermann     | 6-3, 6-1            |
| 5. | 5 settembre 2020  | Montemor Ladies Open, Montemor-o-Novo                       | Cemento     | Ioana Loredana Roșca    | Jodie Burrage Olivia Nicholls             | 7–6(5), 4–6, [10–6] |
| 6. | 27 settembre 2020 | Porto Open, Porto                                           | Cemento     | Carolina Meligeni Alves | Julia Payola Himeno Sakatsume             | 6-3, 4-6, [10-7]    |
| 7. | 7 maggio 2022     | ITF Pola Giverola, Tossa de Mar                             | Sintetico   | Ioana Loredana Roșca    | Yvonne Cavallé Reimers Celia Cerviño Ruiz | 7-5, 6-0            |

#### Sconfitte (7)
| Torneo $100.000 (1) |
| Torneo $80.000 (0)  |
| Torneo $60.000 (1)  |
| Torneo $25.000 (3)  |
| Torneo $15.000 (2)  |

| N. | Data              | Torneo                                                    | Superficie  | Compagna               | Avversarie in finale                      | Punteggio              |
| 1. | 23 settembre 2017 | Internacional Femenino Brezo Osuna, Madrid                | Cemento     | Julia Payola           | Alicia Barnett Olivia Nicholls            | 1-6, 2-6               |
| 2. | 14 luglio 2018    | Torneo Internacional de Tenis de Getxo, Getxo             | Terra rossa | Guiomar Maristany      | Yvonne Cavallé Reimers Angela Fita Boluda | 3-6, 2-6               |
| 3. | 14 ottobre 2018   | Torneo Internacional Ct El Collao, Riba-roja de Túria     | Terra rossa | Angela Fita Boluda     | Aliona Bolsova Despina Papamichail        | 2-6, 2-6               |
| 4. | 23 novembre 2018  | VI Circuito Internacional Femenino Castellon Spain, Nules | Terra rossa | Julia Payola           | Cristina Bucșa Claudia Hoste Ferrer       | 6(3)-7, 3-6            |
| 5. | 15 giugno 2019    | Trofeu Internacional Ciutat de Barcelona, Barcellona      | Terra rossa | Yvonne Cavallé Reimers | Kyōka Okamura Moyuka Uchijima             | 6(7)-7, 4-6            |
| 6. | 10 agosto 2019    | Disa Gran Canaria, Las Palmas de Gran Canaria             | Terra rossa | Feng Shuo              | Victoria Rodríguez Ana Sofía Sánchez      | 3-6, 5-7               |
| 7. | 19 aprile 2025    | Open Villa de Madrid, Madrid                              | Terra rossa | Andrea Lázaro García   | Nicole Fossa Huergo Jibek Kulambaeva      | 6(7)-7, 7-6(4), [7-10] |